# کالوجرو ریزوتو
کالوجرو ریزوتو (انگلیسی: Calogero Rizzuto؛ زادهٔ ۵ ژانویهٔ ۱۹۹۲) بازیکن فوتبال اهل آلمان است.
از باشگاه‌هایی که در آن بازی کرده‌است می‌توان به باشگاه فوتبال ارتسگبیرگ آئو و باشگاه فوتبال کایزرسلاوترن اشاره کرد.
وی همچنین در تیم ملی فوتبال جوانان آلمان بازی کرده‌است.